# Ernest Charles Nelson
Ernest Charles Nelson (1951) es un profesor, botánico irlandés, especialista en la familia Proteaceae, con énfasis en el género Adenanthos Labill.; y de Ericaceae, especialmente Erica (L.) Boehm..

## Biografía
Nació en Belfast, Irlanda del Norte, en 1951, fue educado en Portora Royal School, Enniskillen, y obtuvo su grado de Bachelor of Science en botánica en la Colegio Universitario de Gales, Aberystwyth. Luego se mudó a Australia, donde obtuvo su Ph.D. from the Universidad Nacional de Australia en Canberra en 1975, por sus estudios en taxonomía y en ecología de Adenanthos. Luego volvió a Irlanda, tomando la cátedra de taxónomo de horticultura en el Jardín Botánico Nacional de Irlanda, en Glasnevin, Dublín, de 1976 hasta 1995, y desde el año siguiente trabaja como botánico freelance, autor y editor.

## Honores
- Editor honorario de Archives of natural history (la revista de la Sociedad para la Historia de la Naturaleza), y de Heathers (anuario de Heather Society).
- Fue elegido miembro de la Sociedad linneana de Londres

## Algunas publicaciones
Es autor de más de 20 libros, y de 150 artículos de investigación.

### Libros
- raymond Piper, ernest charles Nelson, wendy Dunbar. 1987. Piper's flower. Ed. Blackstaff Press. ISBN 0-85640-379-2
- 2009. An Irishman's Cuttings: Tales of Irish Gardens and Gardeners, Plants and Plant Hunters, Cork, Republic of Ireland, The Collins Press, 2009. ISBN 978-1-84889-005-3